# Lycosa macedonica
Lycosa macedonica är en spindelart som först beskrevs av Louis Giltay 1932.  Lycosa macedonica ingår i släktet Lycosa och familjen vargspindlar.
Artens utbredningsområde är Makedonien. Inga underarter finns listade i Catalogue of Life.